# Winicjusz
Winicjusz – imię męskie pochodzenia łacińskiego, które wywodzi się od słowa vinum – „wino”. Imię to zyskało względną popularność w Polsce dzięki Quo vadis Henryka Sienkiewicza.

## Znane osoby noszące imię Winicjusz
- Winicjusz Chróst – polski gitarzysta
- Winicjusz Drozdowski – polski fizyk